# 1983 Bok
1983 Bok eller 1975 LB är en asteroid i huvudbältet som upptäcktes den 9 juni 1975 av den amerikanska astronomen Elizabeth Roemer vid Catalina Station. Den har fått sitt namn efter astronomparet Bart Bok och Priscilla F. Bok.
Asteroiden har en diameter på ungefär 15 kilometer.